# Jacques Calori
Pour les articles homonymes, voir Calori.
Jacques Calori est un céiste français de slalom. Il pratique le canoë biplace avec son frère Pierre Calori.
Il est médaillé d'argent en canoë biplace (C2) individuel et par équipe aux Championnats du monde 1979 à Jonquière. Aux Championnats du monde 1983 à Merano, il est médaillé d'argent en C2. Il remporte la médaille d'argent en C2 individuel et par équipe aux Championnats du monde 1985 à Augsbourg puis la médaille d'or en C2 individuel et en C2 par équipe aux Championnats du monde 1987 à Bourg-Saint-Maurice.